# Arbatsko-pokrovska linija
Arbatsko-pokrovska linija (rusko Арба́тско-Покро́вская ли́ния, IPA: [ɐrˈbatskə pɐˈkrofskəjə ˈlʲinʲɪjə]) (Linija 3; Modra linija) je ena od linij Moskovske podzemne železnice. Kronološko je bila odprta druga po vrsti. Povezuje rajon Mitino in mesto Krasnogorsk na severozahodu Moskve z vzhodnimi predmestji ter prečka mestno središče. Na liniji je 22 postaj, dolga pa je 45,1 km.

## Zgodovina
Zgodovina te zahodno-vzhodne linije je ena od bolj zapletenih Moskovske podzemne železnice, večinoma zaradi politike, namreč neprestanih sprememb v prioritetah. Leta 1935 je bila odprta prva stopnja med Ohotnim rjadom in Smolenskim trgom na Vrtnem obroču. Ta veja je bila leta 1937 razširjena na Kijevsko železniško postajo.
Leta 1938 je bila veja odcepljena v samostojno linijo in odprt je bil 3,2 km dolg odsek, ki je povezoval Aleksandrov vrt in Kursko železniško postajo. Gradnja podzemne železnice se je kljub izbruhu druge svetovne vojne nadaljevala in leta 1944 so bile dokončane tri postaje Pokrovskega radija.
Vzhodni del linije je bil podaljšan trikrat, enkrat do Pervomajske začasne postaje v novoodprtem depoju. Leta 1961 je bila zamenjana s postajami Izmajlovski park, Izmajlovska in Pervomajska. Te tri postaje so izkazale spremembo oblikovalnih prioritet proč od stalinske arhitekture in k novim mininalističnim dizajnom, ki jih je podpiralo vodstvo Nikite Hruščova. Leta 1963 je linija z razširitvijo do Ščjolkovske dosegla sedanjo vzhodno končno postajo.
Zahodni konec linije ima veliko bolj zapleteno zgodovino. Čeprav so bile prve postaje zahodnega dela zgrajene pod zemljo, je spričo njihovega pomena v središču Moskve in spričo grožnje jedrske vojne veljalo, da so te obstoječe postaje neuporabne kot bombna zaklonišča. Da bi rešili to težavo je bilo odločeno, da bodo za vsako postajo zgradili vzporedne dele globoko pod zemljo in zaprli starejše postaje. Novi, globoki del, je bil odprt leta 1953.
Načrtovano je bilo, da bo linija podaljšana zahodno do rajona Fili, vendar podaljšek zaradi še ene spremembe politike ni bil zgrajen. Na Nikito Hruščeva je naredila med njegovim obiskom v Združene države obširna mreža površinskih postaj velik vtis. Zato je zagovarjal zamisel, da bi Filovski radij zgradili raje na površini kot pod zemljo. Filjovsko linijo sestavljajo štiri postaje, ki so bile odprte leta 1958.
Izkazalo se je, da je bila Filjovskaja linija nesrečni eksperiment in leta 2003, več kot 50 let po odprtju zahodne končne postaje, je bila odprta postaja Park Pobedi. Da so zgradili najglobljo postajo podzemne železnice je trajalo 15 let (čeprav je večino časa gradnja stala zaradi pomanjkanja sredstev konec 90. let 20. stoletja). Leta 2008 je bila zahodni del linije podaljšan naprej do rajona Strogino in si priključil nekaj postaj Filjovske linije ter obstoječo linijo podaljšal za približno 16 km. Konec leta 2009 je postala Arbatsko-pokrovska linija prva linija sistema, ki je prečkala meje Moskve in zagotovila storitev hitrega transporta mestu Krasnogorsk.